# Injo
Injo (koreanisch: 인조; * 7. Dezember 1595, Joseon; † 8. Mai 1649, ebenda) war während seiner Regierungszeit von 1623 bis 1649 der 16. König der Joseon-Dynastie (조선 왕조) (1392–1910) in Korea.

## Leben
Injo war ein Enkel von König Seonjo (선조) und König Gwanghaegun (광해군), der 1623 wegen der Ermordung seines Bruders und Teilen seiner Kritiker von einflussreichen Kräften des Landes abgesetzt wurde, war sein Onkel. Als weitere Namen Injos sind Neungyang-daegun (능양대군), Cheonyun (천윤) und Jong (종) bekannt.
Unter dem Einfluss seiner Protegés, die ihm den Weg zum Thron geebnet hatten, verfolgte König Injo eine traditionelle Außenpolitik, in der er versuchte gute Beziehungen zur Ming-Dynastie zu pflegen und gleichzeitig die Beziehungen zu deren Widersachern, der Mandschu abbrach. Doch schon ein Jahr nach seiner Inthronisierung musste er einen innenpolitischen Konflikt bewältigen. General Yi Gwal (이괄), einer derjenigen, die ihm zum Thron verholfen hatten, fühlte sich nicht ausreichend dafür belohnt und rebellierte 1624 mit einem Aufstand gegen seinen König, bei dem er mit seinen Anhängern kurzzeitig auch Hanyang (한양), die Hauptstadt des Reiches besetzt hielt. Sein Aufstand wurde von Regierungstruppen niedergeschlagen und ein Teil der Aufständischen floh in die Mandschurei, um dort die Mandschuren zu einem Waffengang gegen Joseon zu bitten. Mit der Begründung, dass man das Unrecht das angeblich König Gwanghaegun widerfahren war, ungeschehen machen wolle, drangen rund 10.000 mandschurische Soldaten bis südlich von Pyeongyang (평양) vor. König Injo bat daraufhin um Frieden, unterwarf sich dem mandschurischen Reich und verpflichtete sich den Mandschuren Kriegsschiffe und Getreide für deren Kampf gegen das Ming-Reich zur Verfügung zu stellen.
1636 forderte die mandschurische Qing-Dynastie König Injo auf das Reich im Norden als einzige Macht anzuerkennen. Injo wies deren Botschafter ab und verweigerte die Annahme der Dokumente, was im Dezember 1636 einen zweiten Waffengang der Mandschuren gegen Joseon zur Folge hatte. Vom Kaiser Huang Taiji (chinesisch 皇太極) angeführt, fiel ein rund 100.000 Mann starkes Heer in Joseon ein und König Injo floh zunächst mit seinem Hof auf die Insel Ganghwado (강화도), westlich der Hauptstadt und nachdem diese auch bedroht wurde, suchte er mit seinem Hof in der Festung Namhansanseong (남한산성,), südöstlich der Hauptstadt Zuflucht. Doch eine Verteidigung gegen die Übermacht des mandschurischen Heeres war aussichtslos. Am 30. Januar 1637 kapitulierte König Injo durch eine Verneigungszeremonie vor dem gegnerischen Heer und schwor der Qing-Dynastie die Treue. Als Geisel musste König Injo seine beiden ältesten Söhne Kronprinz Sohyeon (소현) und Prinz Bongnim (봉림) den Mandschuren ausliefern. Des Weiteren musste Injo von nun an seine Truppen für den Krieg der Mandschuren gegen das Ming-Reich zur Verfügung stellen.

## Das Grab von König Injo
Am 17. Juni 2016 gab die Cultural Heritage Administration das Grab Jangneung (장릉), in dem König Injo und seine Frau ihre letzte Ruhe fanden, für die Öffentlichkeit zur Besichtigung frei. Das Grab wurde ursprünglich 1636 in einem anderen Teil der Stadt Paju (파주) in der Provinz Gyeonggi-do (경기도) errichtet. Doch häufige Feuer und die Existenz von Schlangen und Skorpionen führten dazu, dass das Grab 1731 umgezogen und im Stadtteil Tanhyeon-myeon (탄현면) neu errichtet wurde.

## Film:The Fortress
Der südkoreanische Film The Fortress schildert die 47 Tage bis zur Kapitulation, die König Injo mit seinem Hofstab und seinen Soldaten in der Festung Namhansanseong verbrachten. Die Premiere des Films, der die Tragik und die beschämende Kapitulation zum Thema hat, fand am 27. September 2017 in Seoul statt.